# Piatykhatky (huyện)
Huyện Piatykhatky (tiếng Ukraina: П’ятихатський район, chuyển tự: Piatykhatkys’kyi raion) là một huyện của tỉnh Dnipropetrovsk thuộc Ukraina. Huyện Piatykhatky có diện tích 1683 km², dân số theo điều tra dân số ngày 5 tháng 12 năm 2001 là 53185 người với mật độ 32 người/km2. Trung tâm huyện nằm ở Piatykhatky.